# Kınalızâde Hasan Çelebi
Kınalızâde Hasan Çelebi (* um 1546 in Bursa; † 1604) war ein osmanischer Jurist, Theologe, Dichter und Bibliograf des 16. Jahrhunderts. Sein Hauptwerk Tezkiretü'ş-Şuara (dt. Erinnerungen des Dichters) ist eines der bekanntesten osmanischen Tezkire, einer bibliografischen Enzyklopädie von Dichtern und Gedichten.

## Leben
Kınalızâde Hasan Çelebi wurde im Jahr 993 des islamischen Kalenders geboren, das am 4. März 1546 begann. Er war der Sohn des Mullah Ala al-Din Ali, der als Ali Çelebi (1510/11–1572) bekannt wurde. Der Vater arbeitete als osmanischer Jurist und stammte aus Isparta in Anatolien. Hasan wurde in Bursa geboren, wo der Vater als Richter (Qādī) arbeitete.
An einer Madrasa studierte Hasan Çelebi islamisches Recht und Theologie und startete dann eine berufliche Karriere als Assistent des Rechtsgelehrten Ebu Suud. 1567/68 wurde er selbst Lehrer. Im Jahr 1582/83 verlieh man ihm den Titel eines Müderris, eines religiösen Lehrers, an der Moschee von Mehmed II. Fünf Jahre später wurde er Gelehrter an der Süleymaniye-Moschee.
Im islamischen Jahr 999 (1590/91) wurde er Richter – zuerst in Aleppo, dann in Kairo und Edirne. Erneut wurde er nach Kairo gesandt, dann nach Bursa (1598/99), Gallipoli, in den Distrikt Eyüp in Konstantinopel und nach Eski Zagra (Juli 1602).
Am 15. März 1604 ging er in den Ruhestand und verbrachte den Rest seines Lebens auf einem herrschaftlichen Anwesen in Ägypten.
Hasan Çelebis Bruder Fehmi († Mai 1596) war ebenfalls ein bekannter Dichter.

## Werk
Hasan Çelebis Werk Tezkiretü'ş-Şuara wurde das letzte große bibliografische Werk über Dichter im 16. Jahrhundert und war in drei Abschnitte untergliedert. Es übertraf sowohl in der sprachlichen Qualität wie auch im Informationsgehalt alle anderen. Er vollendete es 1586 und widmete es Hoca Sadeddin Efendi. Das Tezkire enthält Informationen über 600 Dichter und ihr Werk. Es sind viele Manuskripte erhalten.